# (36996) 2000 TY15
2000 TY15 (asteroide 36996) é um asteroide da cintura principal. Possui uma excentricidade de 0.03260700 e uma inclinação de 3.70323º.
Este asteroide foi descoberto no dia 1 de outubro de 2000 por LINEAR em Socorro.